# Marquesat d'Armunia
El marquesat de Armunia, també anomenat sovint d'Armuña, Armuñán, Almuña o Almunia, és un títol de noblesa espanyol. El seu nom fa referència a la població d'Armuña de Almanzora, situat a la província d'Almeria.

## Història
Va ser concedit per Felip III el 19 d'octubre de 1619 a Diego Fernández de Córdoba y Lasso, degà i canonge de la catedral de Sevilla i VI senyor de la vila d'Armuña i d'altres llocs del regne de Granada, que havia rebut dels Reis Catòlics en època de la conquesta. Com no es va arribar a treure el reial despatx del títol, Felip IV el va concedir a petició d'Adán Centurión y Córdoba, marquès d'Estepa i nebot del primer titular, a través de decret del 29 de maig de 1624. Poc després, es va veure obligat a cedir-lo al seu germà Francisco. El títol va estar unit a la casa d'Estepa fins que va passar als Palafox de la casa d'Ariza el 1799, i durant el segle xix als Arteaga de la de Valmediano.

## Llista de titulars
| Núm. | Titular                                        | Període   | Relació             | Ref.                    |
| ---- | ---------------------------------------------- | --------- | ------------------- | ----------------------- |
| 1    | Diego Fernández de Córdoba y Lasso de Castilla | 1619-1624 | Primer titular      | [ 5 ] [ 3 ] [ 1 ] [ 6 ] |
| 2    | Adán Centurión y Fernández de Córdoba          | 1624-16?? | Nebot de l'anterior | [ 5 ] [ 3 ] [ 1 ] [ 6 ] |
| 3    | Francisco Centurión y Fernández de Córdoba     | 16??-16?? | Germà de l'anterior | [ 5 ] [ 3 ] [ 1 ] [ 6 ] |
| 4    | Cecilio Francisco Centurión y Centurión        | 16??-1688 | Nebot de l'anterior | [ 5 ] [ 3 ] [ 1 ] [ 6 ] |
| 5    | Francisca Josefa Centurión y Mesía             | 1688-1722 | Filla de l'anterior | [ 5 ] [ 3 ] [ 1 ] [ 6 ] |
| 6    | José Antonio de Palafox y Centurión            | 1722-1775 | Fill de l'anterior  | [ 5 ] [ 3 ] [ 1 ] [ 6 ] |
| 7    | Fausto de Palafox y Pérez de Guzmán            | 1775-1788 | Fill de l'anterior  | [ 5 ] [ 3 ] [ 1 ] [ 6 ] |
| 8    | María Ana de Palafox y Silva                   | 1788-1799 | Filla de l'anterior | [ 5 ] [ 3 ] [ 1 ] [ 6 ] |
| 9    | Andrés Avelino de Arteaga y Palafox            | 1799-1864 | Fill de l'anterior  | [ 5 ] [ 3 ] [ 1 ] [ 6 ] |
| 11   | Andrés de Arteaga y Carvajal                   | 1864-1865 | Fill de l'anterior  | [ 5 ] [ 3 ] [ 1 ] [ 6 ] |
| 11   | Andrés Avelino de Arteaga y Silva              | 1865-1912 | Fill de l'anterior  | [ 5 ] [ 3 ] [ 1 ] [ 6 ] |
| 12   | Joaquín Ignacio de Arteaga y Echagüe           | 1912-1951 | Fill de l'anterior  | [ 5 ] [ 3 ] [ 1 ] [ 6 ] |
| 13   | Íñigo de Arteaga y Falguera                    | 1951-1997 | Fill de l'anterior  | [ 5 ] [ 3 ] [ 1 ] [ 6 ] |
| 14   | Íñigo de Arteaga y Martín                      | 1997-2002 | Fill de l'anterior  | [ 5 ] [ 3 ] [ 1 ] [ 6 ] |
| 15   | Iván de Arteaga y del Alcázar                  | 2002-Avui | Fill de l'anterior  | [ 5 ] [ 3 ] [ 1 ] [ 6 ] |